# Constitución Política de los Estados Unidos Mexicanos de 1917 Ilustrada

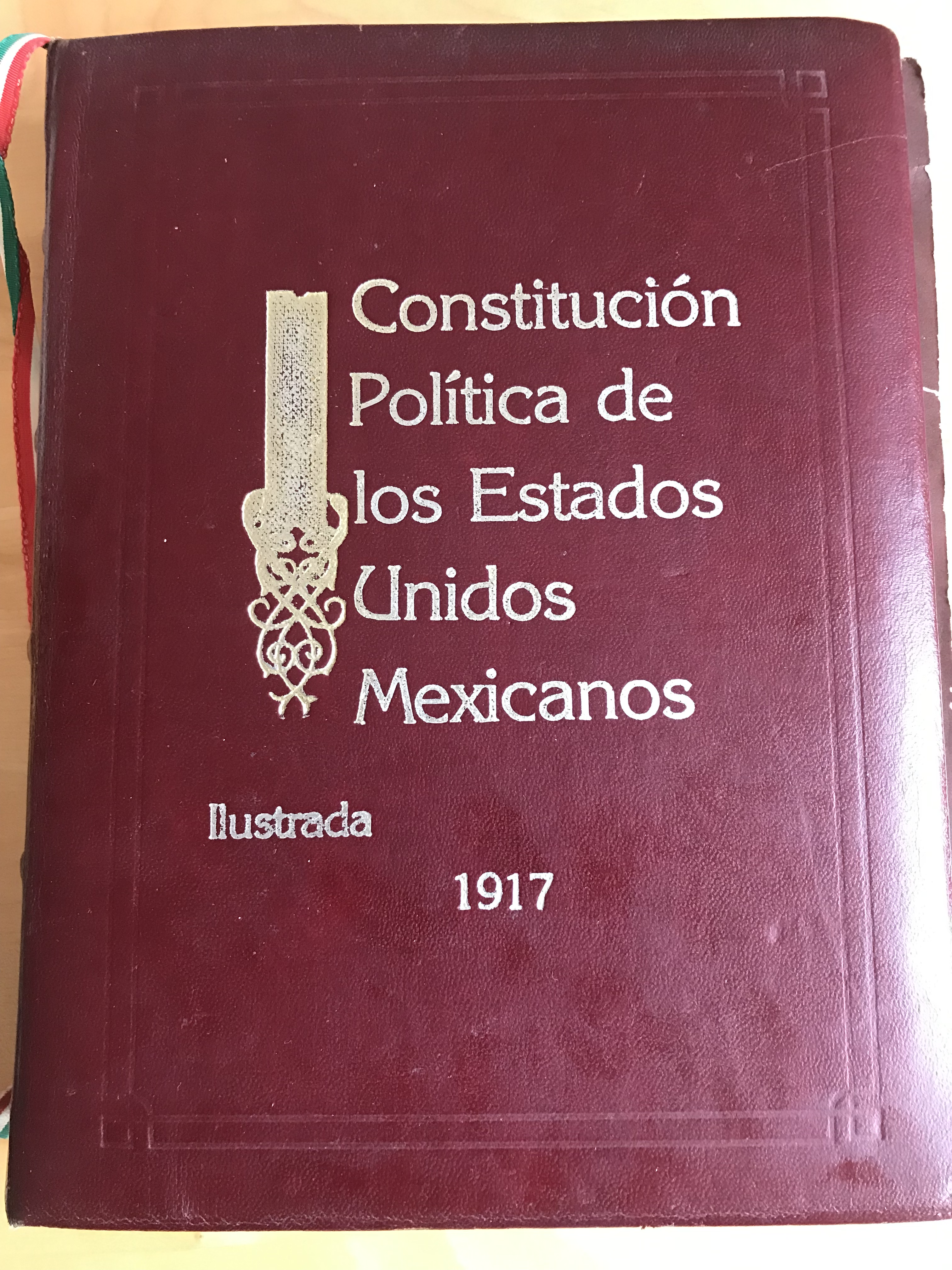

La Constitución Política de los Estados Unidos Mexicanos de 1917 Ilustrada es un libro publicado en 1983 en la Ciudad de México de Raúl Rosas Navarrete, periodista y sobrino del educador mexiquense Juan Rosas Talavera. Se trata de un trabajo de recopilación de material histórico que fue llevado a cabo con la colaboración de siete diputados constituyentes, entre ellos el Lic. Cándido Avilés Isunza, y el Prof. Jesús Romero Flores. También participaron como asesores el Lic. José Constantino Bello Solís, la Lic. Rosa María Armendáriz Muñoz, la Lic. Adelina Gómez de Vargas, el Lic. Mario Croswell Arenas, el señor Raúl Vásquez Marquez y el señor Armando Arévalo Salas. El material iconográfico se obtuvo del fotógrafo José Mendoza. 
Durante la presentación oficial del libro ofrecieron discursos Don Andrés Henestrosa Morales, el entonces Lic. Fernando Castellanos Tena, el Dr. Carlos Athie Macías y el penalista Enrique Ostos Luzuriaga. Como invitados especiales participaron la editora Verónica Martínez Carrillo de Albornoz, el autor Alfredo Patiño Escalante, el dibujante y portadista Ulises Mora Suárez, y el autor Ángel Mora. 

## Antecedentes
Este texto introductorio narra la evolución de la ideología de representación popular desde el sistema de juntas parroquiales, de partido y de provincia implementado para elegir a los representantes de las Cortes de España en la Nueva España y cuyo sistema estaba basado en la Constitución de Cádiz de 1912, hasta la declaración, en los Sentimientos de la Nación, de la necesidad de crear una constitución donde se estableciera que la soberanía emanaba del pueblo y debería estar regida en tres ramas: legislativa, ejecutiva y judicial.
Los antecedentes continúan con la Constitución de 1824 que se promulgó después para adoptar la república representativa, popular y federal y el poder legislativo recayó en las cámaras de diputados y senadores. Con la Constitución de 1857 se abolió el sistema centralista y se constituyó la República representativa, democrática y federal. La Constitución de 1917 mantuvo el sistema bicameral del Congreso de la Unión y en ella se volvió a adoptar el sistema de elección directa para elegir a los miembros de la cámara de diputados, de senadores y al presidente de la República; se estableció el sufragio universal para hombres, yposteriormente on la reforma al artículo 34 en 1953, también para mujeres. Se adoptó el principio de la no reelección de Francisco I. Madero y las minorías adquirieron representación a través del voto.
El Prof. Jesús Romero Flores continúa en los antecedentes del libro con una reseña del artículo tercero de la constitución, de su elaboración y del debate que se llevó a cabo para lograr una educación laica, gratuita y obligatoria para todos los mexicanos. Continúa el Lic. Afredo Patiño Escalante con comentarios acerca de la primera sesión preparatoria, la curiosidad despertada entre los observadores de aquel acontecimiento, la puntualidad de los constituyentes, el arranque de la sesión en el Congreso, la entrada aplaudida del militar Venustiano Carranza, el ferviente debate entre los radicales y los renovadores y la tormenta parlamentaria que tomólugar para la aprobación de los artículos constitucionales. Por último, se narra como después de 65 sesiones ordinarias, en un acto solemne y a la cabeza de Venustiano Carranza, se firmó la Constitución con la misma pluma con la cual se habría rubricado el famoso Plan de Guadalupe. El 5 de febrero de 1917 entró en vigencia la Constitución Política de los Estados Unidos Mexicanos.
Con la participación del Dr. Enrique Díaz Michel se completa este texto introductorio. Se hace referencia a la trascendencia del documento histórico que da forma a una nación más igualitaria, mejor cohesionada socialmente, con una identidad nacional más madura y más consciente de su historia. La nación que tiempo atrás se enfrentó a feroces luchas sangrientas y a intensas batallas intelectuales celebraba el nacimiento de su Carta Magna en 1917.

## Primera Parte: Facsimilar del Documento Histórico Constitucional
En esta sección se presenta un facsimilar de las páginas originales de la Constitución Política de los Estados Unidos Mexicanos y se ilustra con cien fotografías del desarrollo del Congreso Constituyente de 1916 y 1917.

## Segunda Parte: Transcripción del Documento Histórico Constitucional
En la transcripción del documento histórico constitucional se presentan los artículos que conforman la carta magna y sus reformas hasta 1983, así como un índice alfábetico de los contenidos temáticos en los artículos.

## Tercera Parte: Biografías de los Constituyentes de Querétaro
La parte biográfica está dividida en tres secciones. La primera sección inicia con un facsímil del presidente Venustiano Carranza para integrar el Congreso Constituyente de 1917. La segunda sección incluye una biografía ilustrada de cada uno de los 218 miembros del congreso constituyente. Y la tercera sección de la obra incluye una relación cronológica de los decesos de los diputados constituyentes de Querétaro.